# Goldin Finance 117
China 117 tower, ou Goldin Finance 117 (chinois simplifié : 高银金融117 ; chinois traditionnel : 高銀金融117 ; pinyin : gāo yínjīn róng 117 ; litt. « Haute fusion de l'argent et de l'or 117 ») est une tour en construction à l'extérieur du périphérique du district de Xiqing (西青区) à Tianjin, en Chine populaire.

## Caractéristiques
La tour devrait atteindre 597 mètres de hauteur et compter 128 étages.

## Histoire
Les travaux, débutés en 2008, devaient initialement s'achever en 2014.
En janvier 2010, la construction est cependant suspendue et les travaux pourrait durer au moins un an de plus. Les travaux reprennent en 2011, avec une échéance de finition en 2016. Ils sont depuis de nouveau interrompus.
- Le 1er août 2012, les sous-sols sont terminés, les travaux des étages commencent.
- Le 15 septembre 2015, une cérémonie célèbre l'achèvement architectural de l'immeuble.
- En juin 2023, le bâtiment reste inachevé et inoccupé. China State Construction Engineering Corporation, l'entrepreneur du projet, a retiré tous les travailleurs sur place et l'a laissé inachevé. Il est actuellement certifié par Guinness World Records comme le plus grand bâtiment inoccupé du monde[1].

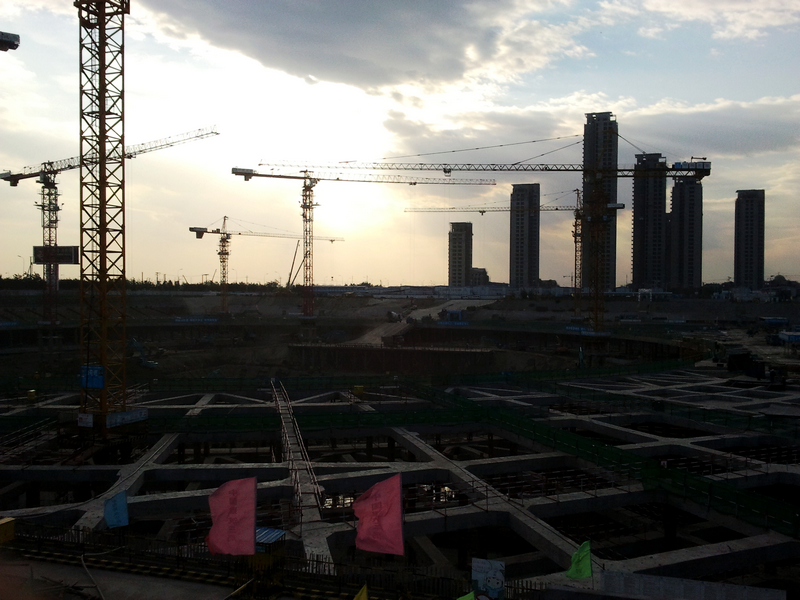
Base du bâtiment en construction, le 15 octobre 2011.